# Elza Soares
Elza da Conceição Soares (ur. 23 czerwca 1930 w Rio de Janeiro, zm. 20 stycznia 2022 tamże) – brazylijska piosenkarka, wykonująca przede wszystkim sambę.
W czasie trwającej ponad 40 lat kariery muzycznej Elza Soares nagrała wiele przebojów, które były wysoko notowane na brazylijskiej liście przebojów, m.in.: Se Acaso Você Chegasse (1960), Boato (1961), Cadeira Vazia (1961), Só Danço Samba (1963), Mulata Assanhada (1965) Aquarela Brasileira (1974).

## Życiorys
Elza Soares przyszła na świat w faweli Moça Bonita w dzielnicy Padre Miguel (obecnie Vila Vintém w okręgu Zona Oeste w Rio de Janeiro, pomiędzy dzielnicami Realengo i Padre Miguel). Wychowała się w dzielnicy Água Santa (okręg Zona Norte). Była córką pracownika fizycznego i gitarzysty Avelino Gomesa Soaresa oraz praczki Rosárii Marii da Conceição.
Kiedy miała 12 lat, ojciec zmusił ją do opuszczenia szkoły oraz do zawarcia zaaranżowanego małżeństwa. Wyszła wówczas za mąż za Lourdesa Antônio Soaresa. W wieku 13 lat urodziła pierwsze dziecko – syna João Carlosa, który przyszedł na świat jako wcześniak. Dziecko zmarło z niedożywienia zaraz po urodzeniu. W tym czasie po raz pierwszy wzięła udział w programie muzycznym transmitowanym na żywo przez radio oraz dała pierwszy występ przed większym audytorium. Nie została jednak zauważona, w dużej mierze ze względu na jej skromny ubiór i styl bycia. Wygrała wtedy nagrodę pieniężną, dzięki której mogła kupić lekarstwa dla dziecka, co jednak niestety nie uratowało mu życia.
W wieku 14 lat po raz drugi zaszła w ciążę. Mając 15 lat urodziła drugie dziecko, które także przyszło na świat przedwcześnie i żyło zaledwie kilka dni.
W wieku 20 lat została wdową – jej mąż zmarł na tuberkulozę. Miała wówczas pod opieką pięcioro dzieci – czterech chłopców i dziewczynkę, która była niemowlęciem. Aby utrzymać rodzinę podejmowała się różnych prac: sprzątała mieszkania, pracowała w pralni. Marzyła o śpiewaniu i mimo małej ilości wolnego czasu występowała w pobliskich barach. 

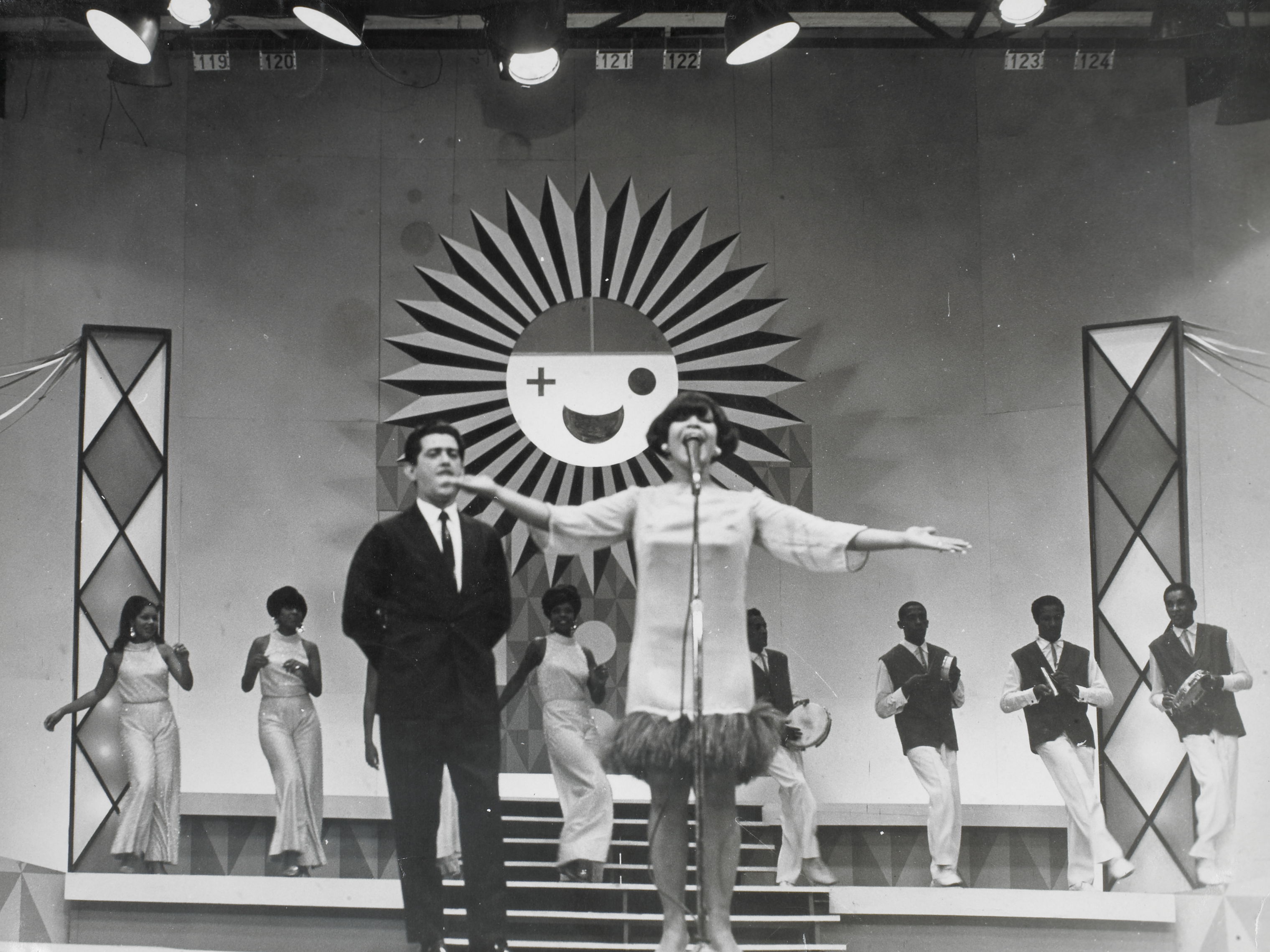
Elza Soares, 1967 r.

W wieku 25 lat poznała słynnego piłkarza Garrinchę. W czasie rozkwitu jej kariery muzycznej, wdała się w romans z żonatym sportowcem, który rozwiódł się, aby kontynuować nowy związek. Spotkało się to z ostrą reakcją lokalnej społeczności. Grożono jej śmiercią, a dom był obrzucany jajkami i pomidorami. Garrincha i Elza zawarli związek małżeński w 1966 w Boliwii, nieopodal ambasady Brazylii w tym państwie. Małżeństwo z Garrinchą trwało ponad 10 lat. Piłkarz był alkoholikiem. 30 sierpnia 1977 małżeństwo zakończyło się rozwodem, po tym jak będący pod wpływem alkoholu sportowiec dotkliwie pobił małżonkę.
Elza miała z Garrinchą jedno dziecko. W 1976 urodziła syna – Garrinchę Manuela dos Santosa Juniora, który 10 lat później zginął w wypadku samochodowym.
W 1983 Garrincha w wieku 49 lat zmarł na marskość wątroby, która była spowodowana nadużywaniem alkoholu. Elza, mimo że nie była już z nim formalnie związana, mocno przeżyła jego przedwczesną śmierć.

## Dyskografia
- 1960: Se Acaso Você Chegasse (Odeon)
- 1960: Tenha Pena de Mim (Odeon)
- 1961: Eu e o rio (Odeon)
- 1961: Beija-me (Odeon)
- 1961: Mulata Assanhada (Odeon)
- 1961: A Bossa Negra (Odeon, reedycja: Universal, 2003)
- 1963: Sambossa (Odeon)
- 1964: Na Roda do Samba (Odeon)
- 1965: Um Show de Beleza (Odeon)
- 1965: O Samba Brasileiro (Odeon)
- 1965: Verão do Meu Rio (Odeon)
- 1965: O Neguinho e a Senhorita (Odeon)
- 1966: Com A Bola Branca (Odeon)
- 1967: Palmas no portão (Odeon)
- 1967: O Mundo Encantado de Monteiro Lobato (Odeon)
- 1967: Negro Telefone (Odeon)
- 1967: Com Que Roupa (Odeon)
- 1967: Elza, Miltinho e Samba (Odeon)
- 1967: O Máximo em Samba (Odeon)
- 1968: Balanço Zona Sul (Odeon)
- 1968: Diálogo de Crioulos (Odeon)
- 1968: Mestre-Sala (Odeon)
- 1968: Capoeira (Odeon)
- 1968: Onde Está Meu Samba (Odeon)
- 1968: Elza, Miltinho e Samba Vol.2 (Odeon)
- 1968: Elza Soares e Wilson das Neves (Odeon)
- 1969: Boggie Woogie na Favela (Odeon)
- 1969: Heróis da Liberdade (Odeon)
- 1969: Juntinho de Novo (Odeon)
- 1969: Elza Carnaval & Samba (Odeon)
- 1969: Elza, Miltinho e Samba Vol.3 (Odeon)
- 1969: Samba & Mais Sambas (Odeon)
- 1970: Sambas e Mais Sambas (Odeon)
- 1971: Se Acaso Você Chegasse (Odeon)
- 1972: Sangue, Suor e Raça (Odeon)
- 1972: Grade do Amor (Odeon)
- 1972: Elza Pede Passagem (Odeon, reedycja: EMI, 2004)
- 1972: Swing Negrão (Odeon)
- 1972: Maria Vai com as Outras (Odeon)
- 1973: Lendas do Abaeté (Odeon)
- 1973: Aquarela Brasileira (Odeon)
- 1974: Salve a Mocidade (Tapecar)
- 1974: Quem é bom já nasce feito (Tapecar)
- 1974: Samba, Minha Raiz (Tapecar)
- 1974: Com Que Roupa (Odeon)
- 1977: Pilão+Raça=Elza (Odeon)
- 1980: Elza Negra, Negra Elza (CBS)
- 1988: Voltei
- 1999: Carioca da Gema
- 2002: Do Cóccix Até O Pescoço (Maianga / Tratore)
- 2004: Vivo Feliz (Tratore)
- 2007: Beba-me – Ao Vivo (Biscoito Fino)
- 2008: Chega de Saudade – Trilha Sonora do Filme (Universal)